# Union von Kėdainiai

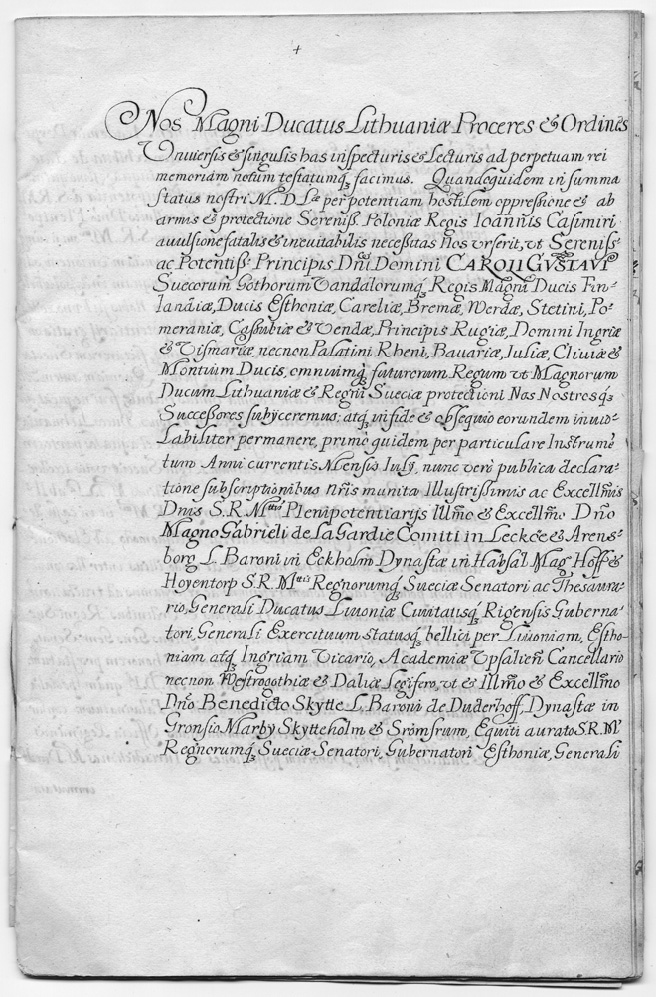
Der Unionsvertrag von Kėdainiai

Die Union von Kėdainiai (auch Vertrag von Kėdainiai, litauisch Kėdainių sutartis, polnisch Układ w Kiejdanach) war ein am 20. Oktober 1655 zwischen den litauischen Adeligen Janusz Radziwiłł und Bogusław Radziwiłł und dem Vertreter Schwedens, Magnus Gabriel De la Gardie, geschlossener Vertrag.
Der Vertrag stellte faktisch das durch die Truppen des russischen Zaren Alexei im Osten bedrängte Großfürstentum Litauen unter das Protektorat des Königreichs Schweden. In Verbindung mit dem Vertrag von Ujście, in dem die polnischen Wojewoden Krzysztof Opaliński und Andrzej Grudziński den polnischen König Johann II. Kasimir verrieten und das Gebiet der polnischen Krone dem Schwedenkönig Karl X. Gustav kampflos übergaben, stellte die Union von Kėdainiai faktisch die Gesamtkapitulation Polen-Litauens vor dem Königreich Schweden dar.